# Academia Electronica

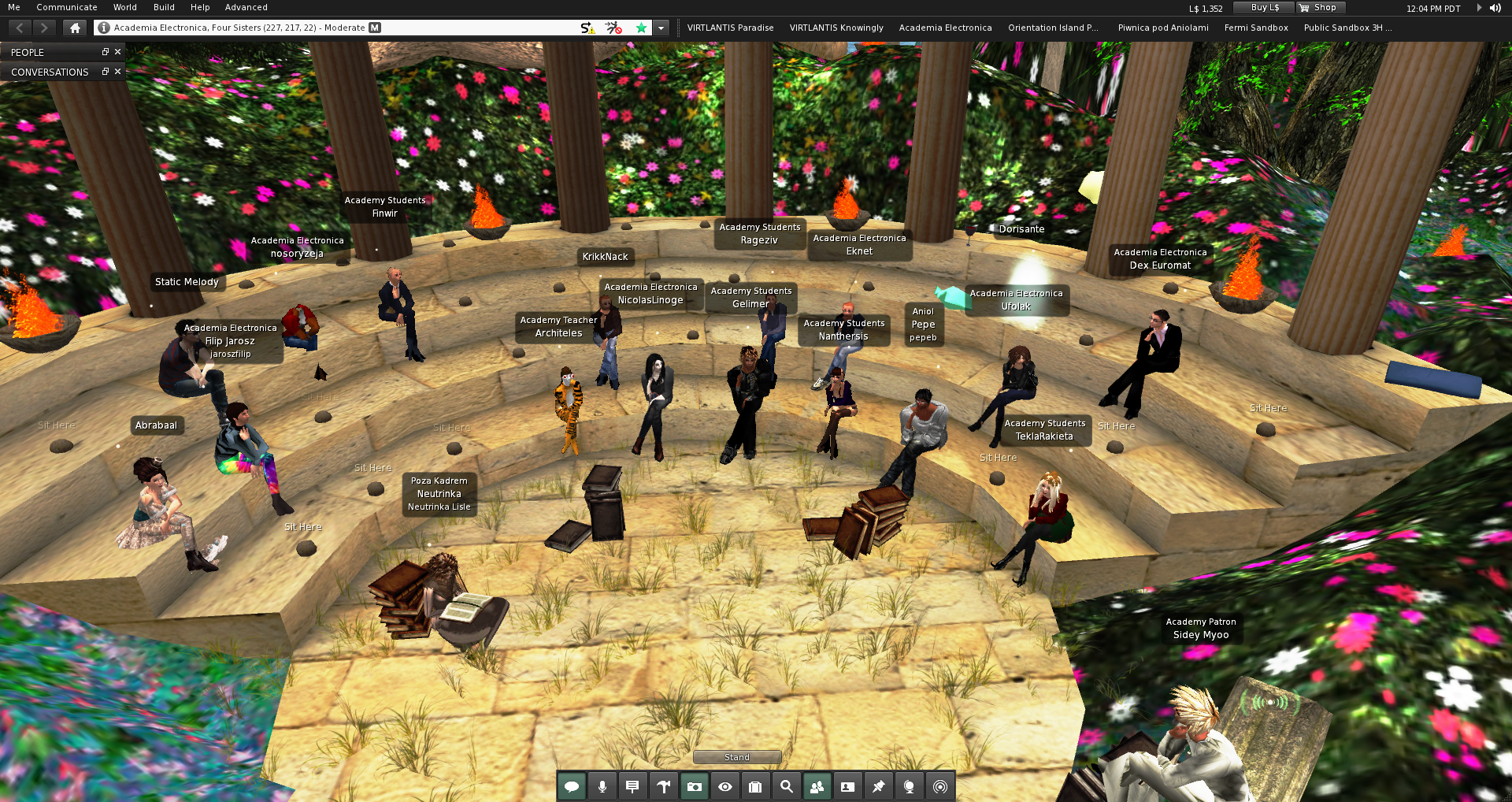
Academia Electronica-Instytut Filozofii UJ (2013)

Academia Electronica – niezinstytucjonalizowany ośrodek akademicki działający w Second Life (od 2007), w AltSpaceVR (2021-2022), w Spatial (od 2022). Jednostka naukowo-dydaktyczna nieposiadająca fizycznej reprezentacji, założona przez Sideya Myoo (prof. dr hab. Michał Ostrowicki) w 2007 przy Instytucie Filozofii Uniwersytetu Jagiellońskiego. Od 2013 występowała także pod nazwą Academia Electronica-Instytut Filozofii UJ, a od 2024 pod nazwą Academia Electronica - wirtualna część Uniwersytetu Jagiellońskiego (VR UJ). W 2025 powstało w niej Centrum Futurologiczne oraz swoją reprezentację zyskał Instytut Przedsiębiorczości Wydziału Zarządzania i Komunikacji Społecznej UJ. 
Jako placówka naukowo-dydaktyczna Academia Electronica jest przeznaczona do prowadzenia badań naukowych nad rzeczywistością wirtualną oraz przeprowadzania ogólnodostępnych kursów w ramach e-learningu wykorzystującego środowisko graficzne 3D. W 2008 przeprowadzono tu pierwszy oficjalny, ogólnopolski zdalny kurs akademicki Środowisko elektroniczne jako rzeczywistość człowieka. Od 2013 są w niej organizowane konferencje naukowe oraz wykłady prowadzone w ramach cyklów: Od Studentki/a do Profesorki/a oraz Science Beyond Borders – The Global Academia Electronica. W 2012 roku po raz pierwszy w Polsce przeprowadzono w Academii publiczną obronę rozprawy doktorskiej w sieci oraz egzamin licencjacki i magisterski (2015) . W 2022 odbył się tu pierwszy egzamin zdalny z wykorzystaniem interfejsów head-mounted display. W latach 2014-2020 w Academii w Second Life działał pierwszy na świecie bot egzaminacyjny, przeprowadzający oficjalny test, występujący pod postacią awatara (Biała Sowa). W zamierzeniach naukowych Academia Electronica jest „laboratorium humanistyki”, którego celem jest wieloaspektowy opis środowiska elektronicznego (wirtualnego), jako rodzaju rzeczywistości człowieka alternatywnej w stosunku do świata fizycznego. Są tu prowadzone badania nad tożsamością sieciową (awatary), immersją, interaktywnością, teleobecnością, sztuczną inteligencją i sztuką nowych mediów.